# Västmanlands teater
Västmanlands Teater producerar, arrangerar och stödjer teaterverksamhet i Västmanlands län. Teaterns kärnverksamhet är att producera teaterföreställningar för barn, unga och vuxna, men i uppdraget ingår även att turnera runt i länet med olika produktioner, att erbjuda stöd till fristående teaterverksamheter i Västmanland samt att arbeta för barn och ungas rätt till kultur. Tanken med verksamheten är att erbjuda såväl västmanlänningar som tillfälliga besökare, och såväl teaternoviser som erfarna kulturkonsumenter, en unik upplevelse. Ett genomsnittligt år sätter Västmanlands Teater upp drygt 200 föreställningar för närmare 40 000 besökare.

## Hela länets teater
Det drygt hundra år gamla teaterhuset är beläget i centrala Västerås, men frekventa turnéer och stöd till lokala verksamheter gör att teatern kan vara verksam och närvarande i hela länet. Teatern hämtar ofta och gärna inspiration från det som händer i regionen, men tar även in gästspel från andra delar av landet och världen. 
Västmanlands Teater turnerar varje år runt i länet med ett antal olika föreställningar. Dels till lokala teatrar och föreningar, dels till skolor. 
Västmanland är ett av de län med flest aktiva amatörteatersällskap i Sverige, med över 1 000 medlemmar utspridda i runt 15 föreningar. Västmanlands Teater har därför en person som arbetar heltid med rådgivning, lån av kostym, rekvisita och teknik, marknadsföring, utbildning samt stöd i upphovsrättsliga frågor och ekonomi till amatörteatern.

## Historia

### Teaterhuset
Sedan teaterhuset byggdes 1915 har Västmanlands Teater varit navet för västmanlänningarnas scenkonst. Det var Västerås dåvarande stadsarkitekt Erik Hahr som ritade den byggnad som idag hyser tre olika scener – Stora scenen med utrymme för 374 besökare, Lilla scenen med 104 platser och Bistroscenen som kan ta 60 ätande åskådare.

### 1967–idag
1967 skapade man Västeråsensemblen som den första fasta Riksteaterensemblen utanför Stockholm. Den 14 september 1967 var det dags för premiär, med Hasse Alfredson och Tage Danielssons revy Å, vilken härlig fred! som första föreställning. 1977 ersattes Västeråsensemblen med en regional teaterensemble, Västmanlands länsteater. Under den här perioden var länsteatern en stiftelse med Västerås Kommun och Västmanlands läns landsting som huvudsakliga medlemmar, men där även majoriteten av övriga kommuner i länet fanns representerade. Syftet med den nya konstellationen var att aktörer skulle prioritera uppsättningar i Västmanland framför att turnera runt i resten av landet. 
Den nuvarande ägaruppställningen har varit aktuell sedan 1998 när stiftelsen blev Teater Västmanland (sedermera Västmanlands Teater), med medlemmarna Västerås stad och Västmanlands läns landsting (numera Region Västmanland).

## Organisation
Västmanlands Teater är ett kommunalförbund med medlemmarna Region Västmanland och Västerås stad. Teatern har intäkter på ungefär 40 miljoner kronor. Runt 35 personer ingår i den fasta ensemblen och arbetar i staben. Sedan 2016 är det Niklas Hjulström som är teaterchef.

## Teaterchefer
- Ragnar Lyth 1977–1978
- Maria Hörnelius 1978–1981
- Lars Larsson 1981–1989
- Hans Wigren 1989–1992
- Barbro Frambäck 1992–1995
- Anders Lerner 1995–2001
- Magnus Bergquist 2001–2008
- Lars Johansson 2009
- Tore Öberg 2009–2011
- Kajsa Giertz 2012–2016
- Niklas Hjulström 2016–

## Föreställningar
1977
- Lasses mage
- Vårt lilla bo
- Puke

1978
- Vi betalar inte, vi betalar inte
- Revy med små kulörta kängor
- Kvinnor och äppelträd
- Främling, Regi: Leif Sundberg
- Van Gogh och postbudet
- Kabaré Valentine

1979
- Herr Punttila och hans dräng Matti
- Fårakällan
- Rycket
- Motvals
- Muraren som slutade vissla
- Fröken Julie

1980
- Häxkitteln
- Lyckolisa
- Kabaré Draget
- Århundradets kärlekssaga
- De vilda barnen

1981
- Svejk i andra världskriget
- Benådningen
- Över mörka vatten
- Café Göken
- Bälgaspel och gnissel
- Inget går upp mot mammas gräs

1982
- Blodsbröllop, Regi: Leif Sundberg
- Don Juan
- Den itusågade damen
- Man har väl känslor
- Ön
- Minneslyckor och sagogryn
- Närmare blodet än bläcket
- Den feruktansvärda semällen

1983
- Sagan om bortbytingen
- Lars Hård
- Två pjäser om krig och fred
- Sprit

1984
- Haren och Vråken
- Historien om ett träd, Regi: Leif Sundberg
- Tors äventyr
- Liva-Cabaret
- Mörkret som ger glädjen djup

1985
- Tolvskillingsoperan
- Onkel Vanja, Regi: Otomar Krejca
- Mor Courage och hennes barn, Regi: Leif Sundberg
- Lydahl, Löwdin, Brel

1986'
- Trettondagsafton
- Stundens barn
- Sagan om den lilla farbron
- La strada del amore, Regi: Finn Paulsen
- Livet en dröm, Regi: Otomar Krejca
- Musik utan pekfingrar

1987
- Den girige
- Villovägar, Regi: Tomas Tjerneld
- Kropp
- Musslan
- Finns det tigrar i Kongo
- Potatisblom och gryningsdagg

1988
- Körsbärsträdgården, Regi: Otomar Krejca
- Min bror min bror
- Musik rätt och snett
- Dom Perlimplins kärlek till Belisa
- Edit, Tummelisas mamma, Regi: Allan Edwall
- Den goda människan från Sezuan

1989
- Bettys Pensionat (Annat namn: Kom igen, Charlie)
- Ett litet drömspel, Regi: Staffan Westerberg
- Resa utan slut
- Skyttekungen dog i skymningen
- Paria, Regi: Allan Edwall

1990
- Vet du var Vintergatan går, Regi: Billy Nilsson
- Medea, Regi: Kjell Lennartsson
- Med hjärtat i handen
- Historien om ett ägg
- Musikaliska rummet
- Krapps sista band
- Man får inte tappa kontrollen
- Hemlängtan
- Nattkräm
- Solfeber

1991
- Vilken fantastisk dröm
- Dödsdansen, Regi: Allan Edwall
- Lilla Hotellet
- Snurra min jord, Regi Hans Wigren
- Jag går på sol
- Kanelbiten, Regi: Stina Ancker
- En smäktande blues
- Den halvfärdiga himlen

1992 
- Kom tillbaka Gabriel
- Clownen och blåklockan
- Den komiska tragedin, Regi: Tomas Tjerneld
- Granen
- Kärleksbrev
- Trådlösa själar
- Stiftelsen

1993
- Kanin Kanin
- Konsert, konsert, konsert
- En vals från Wienerwald, Regi: Stina Ancker
- Delfinen
- Döden och flickan
- I skuggan av Gud
- Hela bollen skall ligga still

1994
- En plats i solen
- Tiden är vårt hem
- Att försvinna ner i någon annans minne
- Guds djärvaste ängel
- En lantmätares historia
- I morgon kl. ett sett från höger

1995
- Dårarnas afton
- Så synd att hon är sköka
- Vintern under bordet
- Alice i underlandet
- Bakom örat
- Cirkustrumman

1996
- Den jäktade, Regi: Tomas Tjerneld
- Lilla Boye

1997
- Kommando älskling
- Tirile, tirile, tu

1998
- Chansons Francaises
- Tolv edsvurna, Regi: Christian Tomner
- Halte Billy från Innrihmaan
- Min modiga mor
- Det stora världsägget, Regi: Maria af Malmborg

1999
- Vildanden
- Nya processen
- Musen i mausoleet

2000
- Pepparrotslandet, Regi: Johan Huldt
- En fröjdefull jul, Regi: Tomas Tjerneld
- Vigg, Frigg och Mr Big, Regi: Tomas Tjerneld
- Fjärilsbarn

2001
- Jorden, Regi: Christian Tomner
- Mikael, Maria med Musiker (MMM)
- En sorts kabaré
- Fool for love

2002
- Immo + Leo, Regi: Thereza Andersson
- Tartuffe, Regi: Christian Tomner
- Stormen, Regi: Tomas Tjerneld
- I huvudet på Tyra Larsson, Regi: Billy Nilsson

2003
- Populärmusik från Vittula, Regi: Magnus Bergquist
- LisaLouise, Regi: Magnus Bergquist
- Danny Crowe Show, Regi: Thereza Andersson
- Vittne, Regi: Billy Nilsson
- En ängel vid mitt bord, Regi: Maria af Malmborg

2004
- Solapan, Regi: Maria af Malmborg
- Prins Hatt under jorden
- Kalabaliken i Karbenning
- Leka med elden, Regi: Magnus Bergquist
- Beatles, Regi: Tomas Tjerneld
- Sguggbiografier, Regi: Björn Melander

2005
- Trollkarlen från Oz
- Born Yesterday (Gästspel från NYSTI, USA)
- Abraham/Ibrahim, Regi: Jose Rodriguez
- Bottenglädjen, Regi: Maria af Malmborg
- Tala i tungor, Regi: Magnus Bergquist
- Astrids förklä (I samarbete med [Uusi Teatteri])
- Här är du, (I samarbete med [Uusi Teatteri])

2006
- Blästard, Regi: Thereza Andersson
- Antiustlipipiller, Regi: Tomas Tjerneld
- Hemmet, Regi: Christian Tomner
- Under Tove Janssons paraplyer, (I samarbete med [Uusi Teatteri])
- Varning för Jazz, Regi: Billy Nilsson
- Uppgörelsen, Regi: Maria af Malmborg

2007
- Alla mina söner, Regi: Björn Melander
- Djungelboken
- Trumslagerskan
- Nattpromenad, Regi: Tomas Tjerneld

2008
- Othello, Regi: Fredrik Hiller
- Cash, Regi: Olof Hansson
- Cowgirls (I samarbete med Uusi Teatteri)
- Mitt namn är Rachel Corrie, Regi: Maria Löfgren

2009
- Vem är rädd för Virginia Woolf, Regi: Olof Hansson
- Nu, imorgon!, Regi: Maria Löfgren
- Mig äger ingen, Regi: Eva Gröndahl
- Snöhumla, Regi: Nora Nilsson

2010
- Alla Olika Alla Lika, Regi: Maria Löfgren
- Kärleksbrev, Regi: Tomas Tjerneld och Katarina Söderberg
- Romeo & Signe, Regi: Kajsa Isakson
- Mitt hjärta stannar här, Regi: Kajsa Isakson

2011
- Kolla mej då!, Regi: Nora Nilsson
- Föreställningen, Regi: Tomas Tjerneld

2012
- Tidens sista vinkel, Regi: Bodil Malmberg
- Ett fallskärmshopp från drömmen, Regi: Andreas Kullberg, Nicklas Sandström
- Ett Drömspel på Carlforska, Regi: Bodil Malmberg
- Cicilia sneglar på Strindberg, Regi: Cicilia Sedvall
- Ett Drömspel, Regi: Kajsa Giertz
- True Stories, Regi: Charlotte Engelkes
- Kung Markatta, Regi: Dennis Sandin

2013
- Tills döden skiljer oss, Regi: Moqi Simon Trolin
- Spökvandring för barn, Regi: Bodil Malmberg
- Kvinnan som gifte sig med en kalkon, Regi: Martin Rosengardten
- Skippin through the graveyard, Regi: Bastardproduktion
- Sparka neråt, Regi: Lisa Fernström
- Measured moments, Regi: Sandra Medina
- Vi tittar på Finland, Regi: Ossi Niskala
- Den goda människan i Sezuan, Regi: Henrik Dahl
- Allt är Helenas fel, Regi: Jesper Feldt Musik: Nicklas Sandström

2014
- Det enda könet, Regi: Tove Sahlin
- Den svenska demokratins historia, Regi: Lisa Fernström
- Den flygande handläggaren, Regi: Martin Rosengardten
- Barn och deras barn, Regi: Rasmus Lindberg
- Girls will make you blush, Regi: Gustav Deinoff
- Trollkarlens Hatt– ett muminäventyr!, Regi: Ulla Tylén

2015
- Den svenska demokratins historia, Regi: Lisa Fernström
- Dan i samtal, Regi: Dan i samtal
- Släpp fångarne loss, det är vår!, Regi: Kajsa Isakson
- Spökvandring för barn, Regi: Bodil Malmberg

2016
- Katt på hett plåttak
- Utvandrarna
- Dan i samtal
- Det skulle varit jag
- Horisonter
- Julvarieté

2017
- Under
- Robin in the Hood
- Resan hem
- Broarna I Madison County
- Rapport från ett omklädningsrum
- Kärlekskriget

2018
- Taube Today
- Blommassakern
- Carin i samtal
- Romeo och Julia
- Den stora branden

2019
- En värdsomsegling under havet
- Florrie
- Musik i samtal
- Hur man lever
- Out of space

2020
- Bellman 2.0
- Svansjön
- En vrå i min själ

2021
- Hur man lever
- Det går an
- Omsorgen
- Amadeus